# Arcidiecéze mexická
Arcidiecéze mexická (latinsky Archidioecesis Mexicana; španělsky Arquidiócesis de México) je římskokatolická arcidiecéze v Mexiku se sídlem ve městě Mexico, kde se nachází katedrála Nanebevzetí P. Marie. Její arcibiskup má titul primas Mexika a obvykle bývá jmenován karidnálem.

## Stručná historie
Biskupství v Mexiku vzniklo v roce 1530, původně bylo podřízeno sevillské metropoli. Jeho prvním biskupem byl františkán Juan de Zumárraga. Roku 1546 bylo povýšeno na metropolitní arcibiskupství. Dlouhou dobu se jednalo o největší biskupství na světě co do počtu věřících, až v roce 2019 z něj papež František vyčlenil tři sufragánní diecéze, takže se dostalo mezi čtyři největší diecéze světa (po Guadalajara, São Paulo a Milánu).

## Církevní provincie
Provincie mexická existuje od roku 1546, dnes jsou jí podřízena tato sufragánní biskupství:
- diecéze Azcapotzalco
- diecéze Iztapalapa
- diecéze Xochimilco.

Provincie je spolu s dalšími součástí Církevní oblasti Metropolitana.